# Philomontanus sarii
Philomontanus sarii — вид дощових черв'яків. Відкритий у 2019 році командою іранських та іспанських науковців.

## Назва
Вид названо на честь іранського канцеролога Алірези Сарі, за його внесок у дослдженні іранської фауни.

## Поширепння
Ендемік Ірану. Поширений у горах Ельбурс на півночі країни.